# بيفرلي دوان
بيفرلي دوان (بالإنجليزية: Beverly Duan)‏ هي راقصة وموسيقية ومغنية وعازفة بيانو وممثلة أمريكية، ولدت في 19 ديسمبر 1999 في لوس أنجلوس في الولايات المتحدة.

## وصلات خارجية
- الموقع الرسمي